# Christian Thams
Christian Marius Thams, född 9 september 1867 i Trondheim, död 22 maj 1948 i Paris, var en norsk industriman.

## Biografi

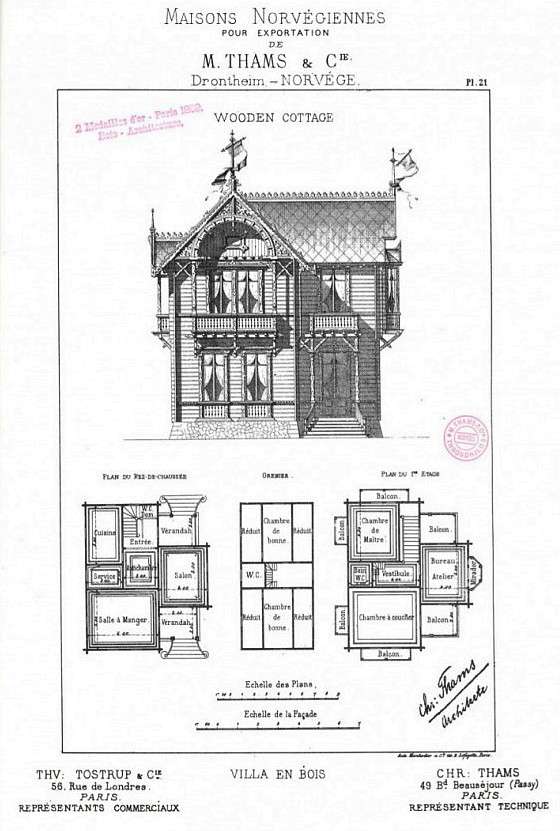
Norges paviljong till världsutställningen 1889 i Paris.

Thams utbildade sig till arkitekt i Zürich och öppnade arkitektkontor i Nice och Paris 1887. Han ritade bland annat Norges paviljong till världsutställningen 1889 i Paris. Han ritade också Trondheims officiella utställningspaviljong till 
Stockholmsutställningen 1897. Paviljongen kom efter utställningen bli sommarvillan Nidaros på Lidingö. Thams ritade även prefabrikerade trähus, som tillverkades på familjeföretaget  M. Thams & Co:s fabrik i nuvarande Orkanger.
Thams övertog ledningen i faderns trälast- och fiskexportaffär år 1898 och kom snart in i andra stora företag. Bland annat var han med om att 1904 grundlägga Orkla gruvaktiebolag till drift först och främst av den väldiga koppargruvan i Løkken Verk. För export av svavelkisen anlade han Thamshavnbanen, Norges första elektriska, 25 kilometer långa, järnväg över Svorkmo till den efter honom (från 1908) uppkallade utskeppningsplatsen Thamshavn vid en vik av Trondheimsfjorden i Orkdal, Sør-Trøndelag fylke. 
Thams var medlem i kommittéerna för utställningarna i 
Stockholm 1897, Paris 1900, Trondheim 1908 och Kristiania 1914. Från 1912 var han bosatt i Paris och ledare för ett av honom, tillsammans med bland andra Albert I av Monaco, drivet koloni- och handelssällskap i Afrika.